# 巴比龙 (1973年电影)
《巴比龙》（英語：Papillon，為法文「蝴蝶」之意）是1973年上映的美国冒险剧情片，法蘭克林·沙夫納执导，根据法国囚犯于1969年发表的同名畅销书籍 《Papillon》改编而成。
史提夫·麥昆饰演主角亨利·查理葉，因其胸前有蝴蝶的紋身，故绰号为「Papillon」（「蝴蝶」的法文，音譯為「巴比龍」），達斯汀·霍夫曼饰演路易斯·達格。影片耗资1200万美圆，票房也很成功，上映半个月就收获超过2500万的佳绩。本片被赞誉为“影史上最伟大的逃狱电影”。

## 剧情
故事背景发生在1930年代到40年代，亨利·查理葉与路易斯·達格（Louis Dega）都是被流放到惡魔島的囚犯，故事讲述亨利·查理葉多次尽力逃离这个人间地狱式的监狱，以求获得自由的故事。
惡魔島，是法屬蓋亞那外海的一個小島，距大陸11公里，面積34.6公頃。自1852年起，該島被法國建為流放重犯的監獄。1938年開始停止接收犯人，1946年監獄被撤銷，1952年被正式關閉。該島現屬於蓋亞那航天中心的管制之下。在惡魔島作為監獄的一百年間，共有約8萬犯人死於此處，惡魔島因而得名。

## 角色
| 演员             | 角色                         |
| ---------------- | ---------------------------- |
| 史提夫·麥昆      | Henri Charrière              |
| 達斯汀·霍夫曼    | Louis Dega                   |
| Victor Jory      | 印第安人首领                 |
| 丹·高登          | Julot                        |
| Anthony Zerbe    | Toussaint Leper colony chief |
| Robert Deman     | Fernandez Maturette          |
| Woodrow Parfrey  | Clusiot                      |
| Bill Mumy        | Lariot                       |
| George Coulouris | Dr. Chatal                   |
| Ratna Assan      | Zoraima                      |
| William Smithers | Warden Barrot                |
| Val Avery        | Pascal                       |
| Vic Tayback      | 警官                         |

## 制作
本片在西班牙和牙买加拍摄。

## 奖项
Jerry Goldsmith获得第46届奥斯卡奖最佳原创配乐提名，史提夫·麥昆获得金球奖最佳剧情片男主角提名。

## 相关
- 巴比龙 (2017年电影)